# Casa Greyjoy

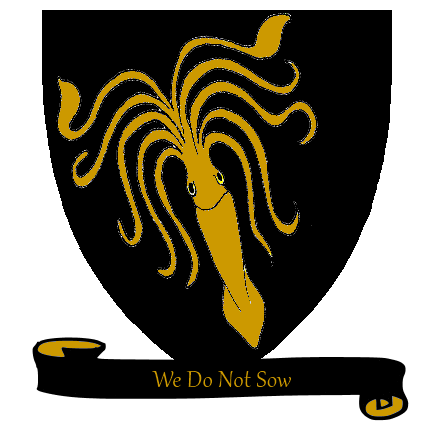
Nosotros no sembramosLema de la Casa Greyjoy

La Casa Greyjoy es una familia noble que aparece en las novelas de la saga de Canción de hielo y fuego, escrita por George R. R. Martin. A diferencia del resto de casas, basadas vagamente en la nobleza medieval europea, la casa Greyjoy se inspira en el folclore y costumbres vikingas.
Su escudo es un kraken dorado sobre campo de sable. El lema de los Greyjoy es "Nosotros no sembramos", que hace referencia a las llamadas "viejas costumbres" de los hombres de hierro, dedicados por entero a la guerra y al pillaje, lo que podría traducirse como "recoger lo que otros sembraron". Su asentamiento es la isla de Pyke, en el castillo del mismo nombre.

## Descripción

### Antiguas Costumbres
Las Antiguas Costumbres es el término que emplean los Hombres del Hierro para referirse a sus antiguas tradiciones de pillaje y saqueo. Las Antiguas Costumbres fueron abolidas por Aegon el Conquistador cuando se proclamó Rey de los Siete Reinos y obligó a las Islas del Hierro a jurarle vasallaje.
Los Hombres del Hierro ven a las Antiguas Costumbres con nostalgia, en una época en la que debido a la escasez de las Islas del Hierro, los Hombres del Hierro se veían obligados a saquear otras tierras para llevarse sus recursos y siervos para trabajar en sus minas y campos. Muchos Hombres del Hierro han tratado de continuar o restaurar las Antiguas Costumbres, los reyes Dagon y Balon Greyjoy se rebelaron sin éxito contra el Trono de Hierro por ello, aunque hay otros que reniegan de ellas, considerándolas un vestigio de una época que ya murió.
Los Hombres del Hierro atacaban las tierras y se llevaban todas las riquezas que poseían, pero no solo eso, también tomaban a la población como esclavos para trabajar en sus tierras y a las mujeres que eran llamadas «Esposas de Sal», mujeres que tomaban como amantes aunque estuvieran casados.

## Historia
La Casa Greyjoy de Pyke había sido, según las crónicas de la obra, una de las Casas más antiguas de las Islas del Hierro. Desde su asentamiento en Pyke dominaba la isla de su propio nombre y había dado un gran número de monarcas a lo largo de la historia de los Reyes de Piedramar.
Tras la Guerra de la Conquista de Aegon el Conquistador, los hijos del hierro quedaron descabezados tras la muerte del rey Harren Hoare. Las Islas del Hierro se sumieron en una guerra civil por nombrar a un nuevo rey. Aegon llegó a las Islas del Hierro y acabó con todos los aspirantes al Trono de Piedramar, después reunió a los señores de las Islas del Hierro y les ofreció que escogieran a su propio señor, el cual a su vez rendiría le rendiría pleitesía a él; los hijos del hierro escogieron a lord Vickon Greyjoy. Lord Vickon prohibió los saqueos y la práctica de las Antiguas Costumbres. Los hijos del hierro se mantuvieron lejos de las políticas de Poniente, dedicándose a saqueos en lejanas tierras lejos de la jurisdicción del Trono de Hierro.
Durante la Danza de los Dragones, los Greyjoy se aliaron con el bando de los Negros, cuando Dalton Greyjoy, a quien apodaban El Kraken Rojo, saqueó las ricas ciudades que apoyaban a los Verdes. Tiempo después, lord Dagon Greyjoy, conocido como El Último Saqueador, asoló la costa occidental durante el reinado de Aerys I Targaryen. Al estallar la Rebelión de Robert, lord Quellon Greyjoy participó en las fases finales de la guerra, atacando el Dominio, que se había mostrado partidario del rey Aerys II Targaryen.
Balon Greyjoy, primogénito de Quellon, desató la llamada Rebelión Greyjoy tras autoproclamarse Rey de las Islas del Hierro. El rey Robert Baratheon invadió las islas y obligó a Balon a hincar la rodilla, que recuperó su título y posesiones a cambio de entregar a su único hijo varón superviviente, Theon Greyjoy, como rehén de la Casa Stark.

### EnCanción de hielo y fuego
En la obra Choque de reyes, Balon decide volver a autoproclamarse rey aprovechando la muerte de Robert Baratheon y el estallido de la Guerra de los Cinco Reyes. Envía a sus barcoluengos a invadir el Norte. Su hijo Theon, que ha regresado, se pone al servicio de su padre, pero será capturado por la Casa Bolton, torturado y mutilado, mientras todo el mundo lo da por muerto.
Balon fallece en la obra Tormenta de espadas, creyéndose que a manos de su hermano Euron Greyjoy, que regresa a las islas para postularse al Trono de Piedramar. Victarion Greyjoy, otro de los hermanos de Balon, y Asha Greyjoy, hija de Balon, hacen lo mismo en la llamada Asamblea de Sucesión.
Euron es aclamado como rey en la asamblea y decide enviar una flota comandada por Victarion para aliarse con Daenerys Targaryen y poner sus dragones a su servicio, sin embargo, Victarion tiene sus propios planes. Mientras tanto, Asha escapa de las islas y llega al Norte, donde es capturada por Stannis Baratheon. En cautiverio, se reencuentra con su hermano Theon.

## Árbol genealógico
Este es su árbol genealógico
```
       
Rey Gris
══╤══
Sirena

                 │ 
               (...)
                 │ 
                
Vickon
 (primer Greyjoy elegido rey a partir del cual el título sería hereditario)
                 │
               (...)
                 │
                
Dagon

                 │
               (...)
                 │
                
Quellon
 (con tres esposas diferentes)
                 │
                 │
      ┌──────────┼─────────┬──────────────────────┬─────────────────┬────────┬─────────┬───────┬────────┐
      │          │         │                      │                 │        │         │       │        │
   
Euron
      
Victarion
   
Balon
══╤══Alannis     
Aeron
 
Pelomojado
   Harlon  Quenton   Donel  Urrigon  Robin

Ojo de Cuervo
                    │  Harlaw      
                                 │
                                 │
                 ┌───────────────┼────────┬───────────────┐     
                 │               │        │               │ 
              
Rodrik
            
Maron
    
Theon
           
Asha
```

## Miembros recientes

### Balon Greyjoy
Balon Greyjoy es el Señor de Pyke y de las Islas del Hierro, Rey de la Sal y de la Roca, Lord Segador de Pyke y capitán del barco Gran Kraken. Tras la muerte de Robert Baratheon se autoproclamó Rey de las Islas del Hierro con el nombre de Balon IX. Casado con Lady Alannys Harlaw, tuvo cuatro hijos con ella: Rodrik, Maron, Asha y Theon, de los cuales solo los dos últimos están vivos cuando comienzan los sucesos de la saga.
Balon había demostrado ser un marino avezado ya desde temprana edad, narrándose cómo navegaba desde niño y ya desde la adolescencia había participado en saqueos. Tras la muerte de su padre, acudió a reclamar el Trono de Piedramar. Nada más iniciar su reinado, comenzó a hacer acopio de naves, armas y hombres, preparándose para lanzar una guerra contra el Trono de Hierro.

Lord Quellon se había pasado casi todo el reinado evitando la guerra; Lord Balon comenzó el suyo planeándola.
Cita de El mundo de hielo y fuego

Cinco años después del fin de la Rebelión de Robert, Balon se autoproclamó Rey de las Islas del Hierro y envió a la flota del hierro a atacar a la flota de los Lannister. El rey Robert Baratheon acudió con innumerables naves e invadió las Islas del Hierro. Tomando las islas una por una, Balon se rindió cuando Pyke estaba a punto de caer. Después de que Balon hincara la rodilla, Robert le perdonó la vida y le permitió conservar su título y posesiones, pero a cambio se llevó como rehén al único hijo varón que le quedaba, Theon Greyjoy.
Balon hace su primera aparición en el libro Choque de reyes, cuando el personaje de Theon regresa a Pyke tras su estancia en Invernalia. Balon rechaza la oferta de Robb Stark de aliarse con ellos para combatir al Trono de Hierro, y en su lugar decide enviar a la flota de hierro a invadir el Norte, llamándose a partir de entonces «Rey de las Islas del Hierro y el Norte».
En Tormenta de espadas se informa de la muerte de Balon mientras cruzaba uno de los puentes de Pyke. Su hermano Aeron afirmó que su muerte era fruto del Dios de la Tormenta, pero muchos otros sospecharon que se trataba de una obra de su hermano Euron Greyjoy, a quien Balon había exiliado hacía años y que había regresado a las Islas para aspirar al Trono de Piedramar.

### Alannys Harlaw
Alannys Harlaw es la viuda de Balon Greyjoy, del cual tuvo cuatro hijos de los cuales sobreviven solamente Asha y Theon. Tras la muerte de Balon, Alannys se exilia a la isla de Harlaw, morada de su Casa ancestral. Antes de partir hacia El Cuello, Asha visita a su madre, viendo en ella una mujer ahora melancólica y paranoica.

## Miembros históricos

### Reyes de las Islas del Hierro
- Rey Gris: Un legendario héroe que según la leyenda fue el primer Rey de las Islas del Hierro. Se afirmó que mató a un monstruo marino llamado Nagga con ayuda del Dios Ahogado, que tomó como esposa a una sirena y gobernó durante 7000 años.

- Urras Greyiron: Conocido como Urras Piedehierro, fue elegido como Rey de las Islas del Hierro en una asamblea de sucesión, el primero desde el Rey Gris.

- Erich I Greyiron: Hijo de Urras, reclamó la corona de su padre a su muerte, sin embargo, un sacerdote le obligó a renunciar a la corona por no ser elegido en asamblea.

- Regnar Drumm el Criacuervos: Rey de las Islas del Hierro elegido en asamblea después de que Erich Greyiron tomara ilegalmente la corona.

- Sylas el Chato: Rey de las Islas del Hierro por asamblea. Se desconoce su origen o familia.

- Harrag Hoare: Rey de las Islas del Hierro por asamblea que llevó una gran flota de barcoluengos hasta la costa occidental del Norte, conquistando la Costa Pedregosa y la Isla del Oso.

- Loron Greyjoy: Conocido como el Viejo Kraken, fue un rey de las Islas del Hierro que conquistó la Isla del Oso y Cabo Kraken. Sus conquistas se perdieron tras su muerte.

- Qhored Hoare: Durante su reinado se afirmó que los Hombres del Hierro controlaron cada porción de costa marina. Saqueó Antigua, derrotó a los Reyes Justicieros de las Tierras de los Ríos y controló todas las islas desde Isla del Oso hasta El Rejo.

- Theon III Greyjoy: Rey de las Islas del Hierro, lideró una invasión sobre el Dominio cuando la Casa Gardener se negó a pagar sus tributos. Murió en batalla.

- Balon V Greyjoy: Conocido como Vientofrío, como Rey de las Islas del Hierro derrotó a la flota de la Casa Stark.

- Erich V Harlaw: Rey de las Islas del Hierro por asamblea, conquistó Isla Bella aunque la perdió posteriormente.

- Harron Harlaw: Rey de las Islas del Hierro por asamblea, derrotó al rey Gareth II Gardener y puso sitio a Antigua.

- Joron I Blacktyde el Mancillador: Derrotó al rey Gyles II Gardener, lo capturó y lo torturó hasta la muerte. Tras tomar El Rejo tomó todas las mujeres jóvenes como rehenes.

- Urrathon IV Goodbrother: Elegido rey por asamblea, ordenó la muerte de todos los hijos del anterior rey para evitar que reclamaran la corona, por ello fue conocido como Malhermano.

- Torgon Greyiron: Hijo del rey Urragon Greyiron, Torgon declaró al rey Urrathon IV como ilegal debido a que Torgon no estaba presente en la asamblea. Tras una rebelión, salió victorioso y fue proclamado rey.

- Urragon IV Greyiron: Hijo de Torgon, fue el primer Rey de las Islas del Hierro en serlo por herencia y no elegido en asamblea.

- Urron Greyiron Manorroja: Primer Rey de las Islas del Hierro en declarar el título hereditario. Declaró a la Casa Greyiron como gobernantes supremos y eliminó a cualquiera que no reconociera su reinado.

- Rognar II Greyiron: Último Rey de las Islas del Hierro de la Casa Greyiron, fue derrocado por una alianza de Ándalos, mercenarios y Casas rebeldes como los Greyjoy, Orkwood, Hoare o Drumm.

- Harras Hoare: Conocido como Harras Tres Dedos, fue elegido rey después de la danza del dedo.

- Wulfgar Hoare: Conocido como Hacedor de Viudas, fue un seguidor de la Fe de los Siete y se opuso a las Antiguas Costumbres.

- Horgan Hoare el Matasantos: Bisnieto de Wulfgar Hoare, durante su reinado se rebelaron los sacerdotes del Dios Ahogado; Horgan respondió ejecutándolos.

- Fergon Hoare el Feroz: Rey que al igual que sus predecesores se opuso a las Antiguas Costumbres.

- Othgar I Hoare el Desalmado: Durante su reinado se potenció el comercio y se continuó con el rechazo a las Antiguas Costumbres.

- Harmund I Hoare el Anfitrión: Rey que promovió la llegada de viajeros y eruditos a las Islas del Hierro. En su castillo en Gran Wyk poseía una gran cantidad de libros.

- Harmund II Hoare el Mercader: Primer rey que visitó Poniente sin guerrear. Fue pupilo de los Reyes de la Roca y contrajo matrimonio con Lelia Lannister. Adoraba tanto al Dios Ahogado como a la Fe de los Siete.

- Harmund III Hoare el Hermoso: Hijo de Harmund II y Lelia Lannister, Harmund III fue el primero en prohibir las Antiguas Costumbres. Una rebelión se produjo y Harmund III fue derrocado por su hermano Hagon, que lo ordenó cegar y mutilar.

- Hagon Hoare el Despiadado: Tras derrocar a su hermano Harmund III se coronó como Rey de las Islas del Hierro. Tras ordenar mutilar a su madre, Lelia Lannister, el Rey de la Roca invadió las Islas del Hierro y derrocó a Hagon.

- Aubrey Crakehall: Autoproclamado Rey de las Islas del Hierro tras derrocar a Hagon Hoare. Tras no poder restaurar a Harmund III, Ser Aubrey se autoproclamó rey con la oposición del Rey de la Roca. Fue derrocado en pocos meses y ahogado.

- Qhorwyn Hoare el Astuto: Astuto y avaricioso, acumuló riquezas como para poder fortalecer militarmente a los Hombres del Hierro cuando fue proclamado rey.

- Harwyn Hoare: Apodado Manodura. Hijo y sucesor de Qhorwyn, Harwyn derrotó al Rey Tormenta y se apoderó de las Tierras de los Ríos. Rechazó varios intentos de los Reyes Tormenta de recuperar el territorio. Harwyn murió tras 64 años de reinado.

- Halleck Hoare: Hijo y sucesor de Harwyn, fue el primer Rey de las Islas del Hierro y el Tridente. Apenas visitó las Islas del Hierro, dedicándose a pacificar y someter las Tierras de los Ríos. Llegó a atacar el Reino del Valle.

- Harren Hoare el Negro: Último Rey de las Islas del Hierro de la Casa Hoare. Harren sucedió a su padre Halleck y fue el constructor de Harrenhal. Murió a manos del dragón de Aegon el Conquistador, junto a todo su linaje.

### Casa Greyjoy
- Vickon: Primer Señor de las Islas del Hierro elegido tras la extinción de la Casa Hoare. Aegon el Conquistador permitió a los Hombres del Hierro elegir a un nuevo Señor a cambio de que le rindieran pleitesía.

- Goren: Señor de las Islas del Hierro durante el reinado de Aenys I Targaryen. Acabó con una rebelión independentista. Durante su señorío se expulsó a la Fe de los Siete.

- Dalton: Apodado el Kraken Rojo, fue Señor de las Islas del Hierro durante los sucesos de la Danza de los Dragones. Pese a que se unió a los Negros, no reconoció al rey Aegon III y continuó con los ataques y saqueos. Fue asesinado por una de sus amantes.

- Veron: Hermano de Lord Dalton Greyjoy, su hermano lo consideraba débil y de naturaleza pacífica.

- Dagon: Señor de las Islas del Hierro durante el reinado de Aerys I Targaryen, se autoproclamó Rey de las Islas del Hierro y lanzó invasiones sobre el Norte, el Dominio y el Occidente.

- Alton: Señor de las Islas del Hierro, se lanzó en una conquista más allá del Mar del Ocaso, pero nunca regresó. Sería recordado con el nombre de El Loco Sagrado.

- Torwyn: Señor de las Islas del Hierro, fue un aliado de Aegor Ríos, pero terminó traicionándolo durante una de las Rebeliones Fuegoscuro.

- Loron: Apodado Loron el Bardo, fue Señor de las Islas del Hierro y fue conocido por su amabilidad y cercanía con los señores de Poniente.

- Quellon: Señor de las Islas del Hierro durante el reinado de Aerys II Targaryen, fue el padre de Balon, Euron, Victarion y Aeron. Hombre sabio y prudente, falleció durante la Rebelión de Robert tras unirse a los rebeldes.

- Urrigon: Hijo de Lord Quellon Greyjoy, fue hermano de Balon, Euron, Victarion y Aeron. Muy cercano a su hermano Aeron, murió practicando la danza del dedo cuando se le gangrenó el brazo que le amputó un maestre.

- Rodrik: Hijo mayor de Balon Greyjoy y su heredero, falleció durante la Rebelión Greyjoy al liderar un fracasado asalto contra el bastión Varamar.

- Maron: Segundo hijo de Balon Greyjoy, falleció durante la Rebelión Greyjoy cuando lideraba la defensa de Pyke contra el ataque de las fuerzas realistas.